# Леса-ду-Балиу
Леса-ду-Балиу (порт. Leça do Balio)  —  район (фрегезия) в Португалии,  входит в округ Порту. Является составной частью муниципалитета  Матозиньюш. Находится в составе крупной городской агломерации Большой Порту. По старому административному делению входил в провинцию Дору-Литорал. Входит в экономико-статистический  субрегион Большой Порту, который входит в Северный регион. Население составляет 15 673 человека на 2001 год. Занимает площадь 8,88 км².
Покровителем района считается Дева Мария (порт. Nossa Senhora da Assunção). 